# Liste der Biografien/Steg
Liste der Biografien |
Portal Biografien |
Personensuche
# |
A |
B |
C |
D |
E |
F |
G |
H |
I |
J |
K |
L |
M |
N |
O |
P |
Q |
R |
S |
T |
U |
V |
W |
X |
Y |
Z |
?
 
Sa |
Sb |
Sc |
Sd |
Se |
Sf |
Sg |
Sh |
Si |
Sj |
Sk |
Sl |
Sm |
Sn |
So |
Sp |
Sq |
Sr |
Ss |
St |
Su |
Sv |
Sw |
Sy |
Sz
 
Sta |
Ste |
Sth |
Sti |
Stj |
Stl |
Sto |
Str |
Sts |
Stt |
Stu |
Stv |
Stw |
Sty
 
Stea |
Steb |
Stec |
Sted |
Stee |
Stef |
Steg |
Steh |
Stei |
Stej |
Stek |
Stel |
Stem |
Sten |
Steo |
Step |
Ster |
Stes |
Stet |
Steu |
Stev |
Stew |
Stey |
Stez
Die Liste der Biografien führt alle Personen auf, die in der deutschsprachigen Wikipedia einen Artikel haben. Dieses ist eine Teilliste mit 222 Einträgen von Personen, deren Namen mit den Buchstaben „Steg“ beginnt.

## Steg
- Steg, Angelika (1620–1668), Opfer der Hexenverfolgung
- Steg, Linda (* 1965), niederländische Umweltpsychologin
- Steg, Paul (1919–1995), US-amerikanischer Komponist
- Steg, Thomas (* 1960), deutscher Journalist, stellvertretender Regierungssprecher, Gewerkschaftsfunktionär, Cheflobbyist der Volkswagen AGThomas Steg (* 1960)

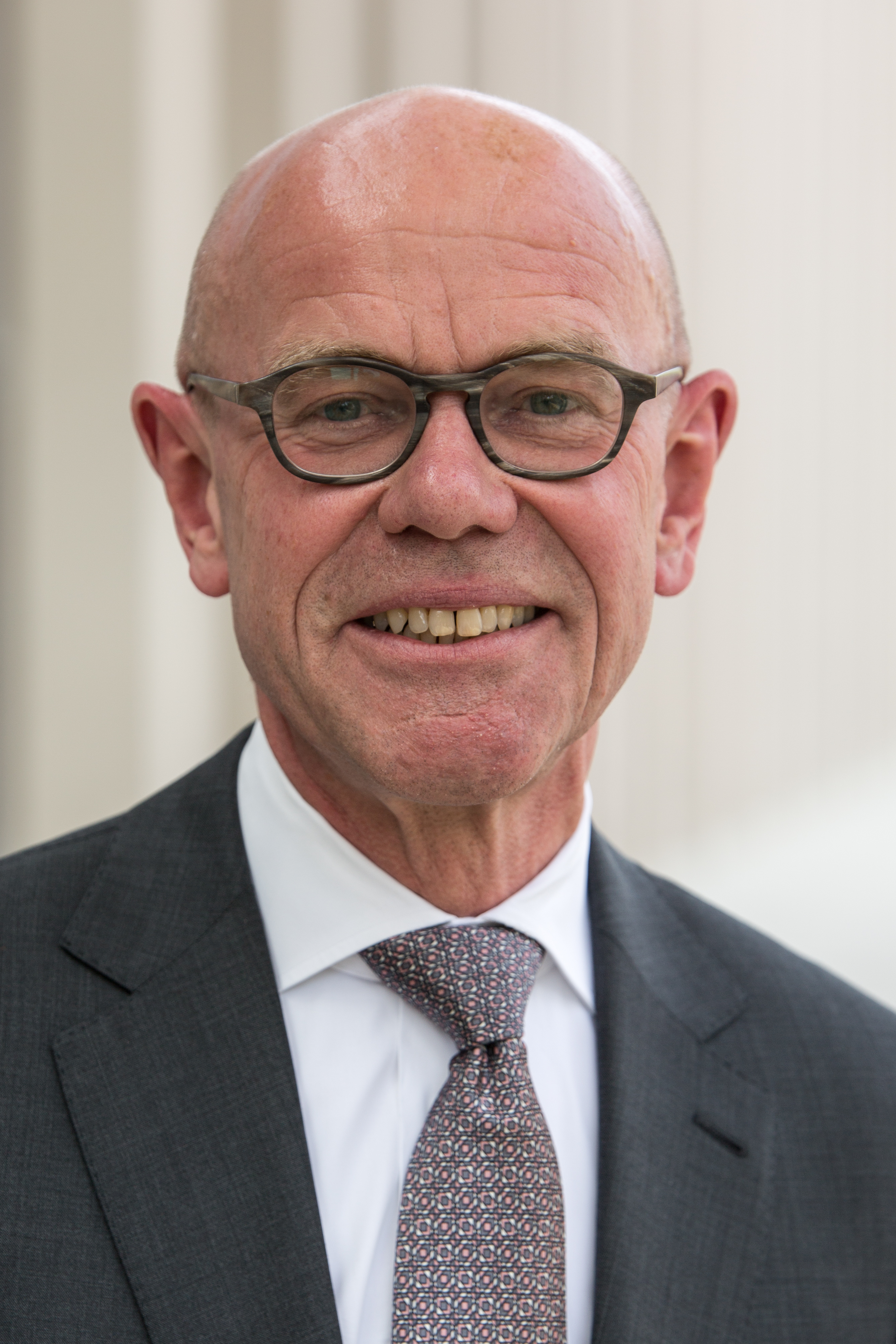
Thomas Steg (* 1960)

### Stega
- Stegagno-Picchio, Luciana (1920–2008), italienische Romanistin, Lusitanistin, Brasilianistin, Übersetzerin und Literaturwissenschaftlerin
- Stegani, Giorgio (1928–2020), italienischer Filmregisseur und Drehbuchautor
- Stegavik, Steffen (* 1983), norwegischer Handballspieler und -trainer

### Stegb
- Stegbauer, Christian (* 1960), deutscher Soziologe

### Stege
- Stege, Ernst (1896–1918), deutscher Maler und Zeichner
- Stege, Fritz (1896–1967), deutscher Musikjournalist und Komponist
- Stege, Liva (* 2002), deutsche Schauspielerin
- Stege, Tina, marshallische Diplomatin
- Stegefelt, Markus (* 1994), schwedischer Handballspieler
- Stegelmann, Günter (1909–1988), deutscher Politiker (DP), MdHB
- Stegelmann, Henning (* 1964), deutscher Synchronautor und Dialogregisseur
- Stegeman, George I. (1942–2015), kanadischer Physiker
- Stegeman, Katie (* 1987), US-amerikanische Schauspielerin
- Stegemann, Albert (* 1976), deutscher Politiker (CDU), MdBAlbert Stegemann (* 1976)

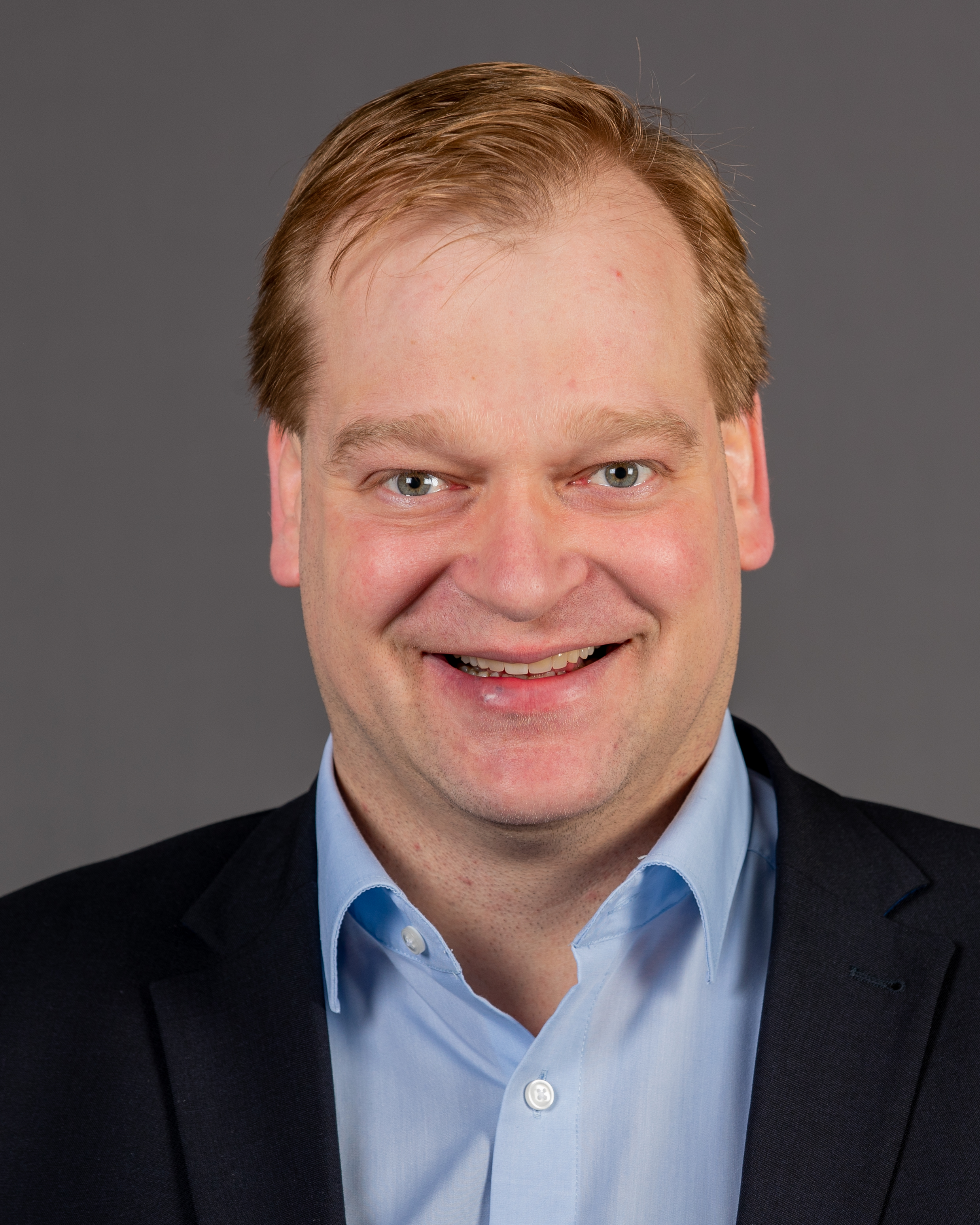
Albert Stegemann (* 1976)

- Stegemann, Andreas (* 1980), deutscher Rechtsanwalt, Politiker (CDU) und Bürgermeister von Haltern am See
- Stegemann, Anton (1863–1931), deutscher katholischer Priester, Vereinsfunktionär und Politiker
- Stegemann, Bernd (1938–2014), deutscher Militär- und Marinehistoriker
- Stegemann, Bernd (* 1949), deutscher Schauspieler
- Stegemann, Bernd (* 1967), deutscher Hochschullehrer, Essayist und Sachbuchautor
- Stegemann, Christoph, deutscher Opern- und Konzertsänger mit der Stimmlage Bass
- Stegemann, Dieter (1932–2013), deutscher Physiker und Hochschullehrer
- Stegemann, Ekkehard W. (1945–2021), deutscher evangelischer Theologe und Hochschullehrer für Neues Testament
- Stegemann, Greta (* 2001), deutsche Fußballspielerin
- Stegemann, Harald (* 1953), deutscher Chemiker, Politiker (Die Linke)
- Stegemann, Hartmut (1908–1987), deutscher Politiker (NSDAP), MdR und SA-Führer
- Stegemann, Hartmut (1933–2005), deutscher Theologe, Vertreter der Neutestamentlichen Wissenschaft
- Stegemann, Heinrich (1888–1945), deutscher Maler
- Stegemann, Herbert (* 1923), deutscher Fußballspieler
- Stegemann, Hermann (1870–1945), deutsch-schweizerischer Journalist und Schriftsteller
- Stegemann, Hermann (1923–2018), deutscher Biochemiker und Züchtungsforscher
- Stegemann, Jürgen (1929–2007), deutscher Physiologe und Hochschullehrer
- Stegemann, Karlheinz (* 1936), deutscher Politiker (CDU), MdL
- Stegemann, Karoline (* 1987), deutsche Schauspielerin
- Stegemann, Kerstin (* 1977), deutsche Fußballspielerin
- Stegemann, Louis Victor (1830–1884), deutscher Jurist, Gutsbesitzer und Politiker (NLP), MdR
- Stegemann, Max (1831–1872), deutscher Mathematiker und Hochschullehrer
- Stegemann, Michael (* 1956), deutscher Musikwissenschaftler und Hochschullehrer
- Stegemann, Patrick (* 1989), deutscher Journalist, Autor und Filmemacher
- Stegemann, Peter (1940–1978), deutsches Todesopfer an der innerdeutschen Grenze
- Stegemann, Regina (* 1951), deutsche Orgelbaumeisterin
- Stegemann, Richard (1856–1925), deutscher Ökonom und Handelskammer-Sekretär
- Stegemann, Sascha (* 1984), deutscher FußballschiedsrichterSascha Stegemann (* 1984)

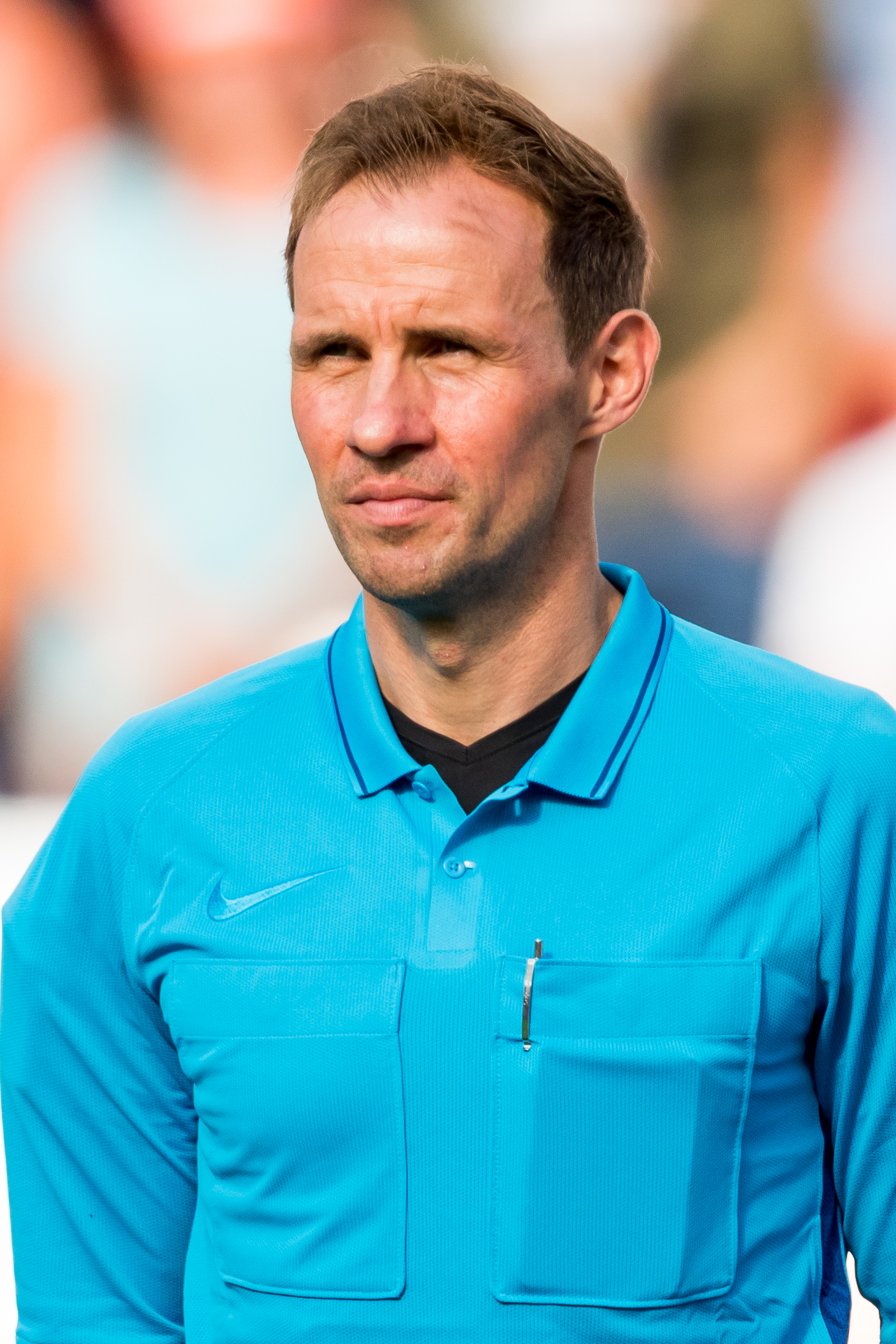
Sascha Stegemann (* 1984)

- Stegemann, Tim (* 1975), deutscher Schauspieler und Theaterpädagoge
- Stegemann, Tim (* 1992), deutscher Hindernisläufer
- Stegemann, Viktor (1902–1948), deutscher Klassischer Philologe, Koptologe und Religionswissenschaftler
- Stegemann, Willy (1889–1946), deutscher Klassischer Philologe
- Stegemann, Wolf (* 1944), deutscher Journalist, Buchautor und Lyriker
- Stegemann, Wolfgang (1945–2023), deutscher evangelisch-lutherischer Theologe und Professor für Neues Testament
- Stegemeyer, Elfriede (1908–1988), deutsche Photographin, Malerin und Filmkünstlerin
- Stegemeyer, Horst (1931–2023), deutscher Chemiker (Physikalische Chemie)
- Stegen, Erlo (1935–2023), südafrikanischer evangelischer Missionar, Prediger und Gründer der Gemeinschaft Kwasizabantu
- Stegen, Friedrich († 1875), deutscher sozialdemokratischer Zeitungsverleger, Arbeiterfunktionär und Bürgermeister
- Stegen, Johanna (1793–1842), preußische Patriotin
- Stegenšek, Avguštin (1875–1920), römisch-katholischer Geistlicher und Kunsthistoriker
- Steger Cataño, Ráphael (* 1950), mexikanischer Botschafter
- Steger, Adolf (1888–1939), Schweizer Architekt
- Steger, Adrian (1623–1700), sächsischer Jurist und Bürgermeister von Leipzig
- Steger, Albrecht (1887–1960), deutscher Landrat
- Šteger, Aleš (* 1973), slowenischer Autor
- Steger, Alfred (1898–1967), deutscher Politiker (FDP), MdL
- Steger, Angelika (* 1962), deutsche Mathematikerin und Informatikerin
- Steger, Babsie (* 1968), österreichisch-französische Schauspielerin
- Steger, Bastian (* 1981), deutscher Tischtennisspieler
- Steger, Chris (* 2003), österreichischer Sänger der volkstümlichen Musik
- Steger, Christian (1872–1940), deutscher Gewerkschafter und Politiker (Zentrum), MdL
- Steger, Christian (* 1967), italienischer Skeletonpilot
- Steger, Christine (* 1980), österreichische Behindertenanwältin
- Steger, Christoph (1608–1682), deutscher Maler
- Steger, Claudia (* 1959), deutsche Leichtathletin
- Steger, Claudia (* 1990), deutsche Volleyballspielerin
- Steger, Dieter (* 1964), italienischer Politiker (SVP, Südtirol)Dieter Steger (* 1964)

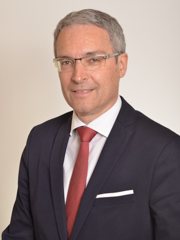
Dieter Steger (* 1964)

- Steger, Eberhard (1925–2004), deutscher Chemiker
- Steger, Emil (1858–1929), österreichischer Opernsänger
- Steger, Florian (* 1974), deutscher Medizinhistoriker und Medizinethiker
- Steger, Franz, Propst von Berlin (1442–1458)
- Steger, Friedrich (1811–1874), deutscher Übersetzer und Autor
- Steger, Gerhard (* 1957), österreichischer Beamter
- Steger, Gregor (1900–1950), deutscher römisch-katholischer Geistlicher, Ordensmann, Missionar und Märtyrer
- Steger, Hanns-Albert (1923–2015), deutscher Lateinamerikanist, emeritierter Professor und Lateinamerikanist
- Steger, Hans, Grundbesitzer, Politiker und Bürgermeister von Wien
- Steger, Hans († 1635), deutscher Baumeister und Bildhauer
- Steger, Hans (1907–1989), deutscher Bergsteiger
- Steger, Hans (1907–1968), deutscher Bildhauer
- Steger, Hans (1922–1998), deutscher Kommunalpolitiker (CDU) und Bürgermeister von Beuel
- Steger, Hans Alfred (1926–2009), deutscher Diplomat und Botschafter
- Steger, Hans Ulrich (1923–2016), Schweizer Karikaturist, Kinderbuchautor, Kunstmaler und Objektkünstler
- Steger, Heinold (1928–1991), italienischer Funktionär, Politiker und Volksanwalt (Südtirol)
- Steger, Heinrich (1854–1929), österreichischer Rechtsanwalt
- Steger, Helmut (* 1948), deutscher Musikpädagoge, Chorleiter und Komponist
- Steger, Hugo (1929–2011), deutscher Sprach- und Literaturwissenschaftler
- Steger, Johann, Maler, tätig in Böhmen
- Steger, Johann Jakob (1801–1872), Schweizer Politiker und Richter
- Steger, Josef (1879–1963), liechtensteinischer Politiker
- Steger, Josef (1904–1964), deutscher Radrennfahrer
- Steger, Karl (1889–1954), deutscher Pfarrer
- Steger, Kaspar (1780–1860), österreichischer Freiheitskämpfer
- Steger, Martin (* 1948), Schweizer Radrennfahrer
- Steger, Maurice (* 1971), Schweizer Blockflötist und Dirigent
- Steger, Michael (* 1980), US-amerikanischer Schauspieler
- Steger, Milly (1881–1948), deutsche Bildhauerin
- Steger, Monika-Margret (* 1969), deutsche Schauspielerin, Regisseurin und Musikerin
- Steger, Norbert (* 1944), österreichischer Jurist und Politiker (FPÖ), Abgeordneter zum Nationalrat
- Steger, Otfried (1926–2002), deutscher Politiker (SED), MdV, Minister für Elektrotechnik und Elektronik der DDR
- Steger, Petra (* 1987), österreichische Politikerin (FPÖ), Abgeordnete zum NationalratPetra Steger (* 1987)

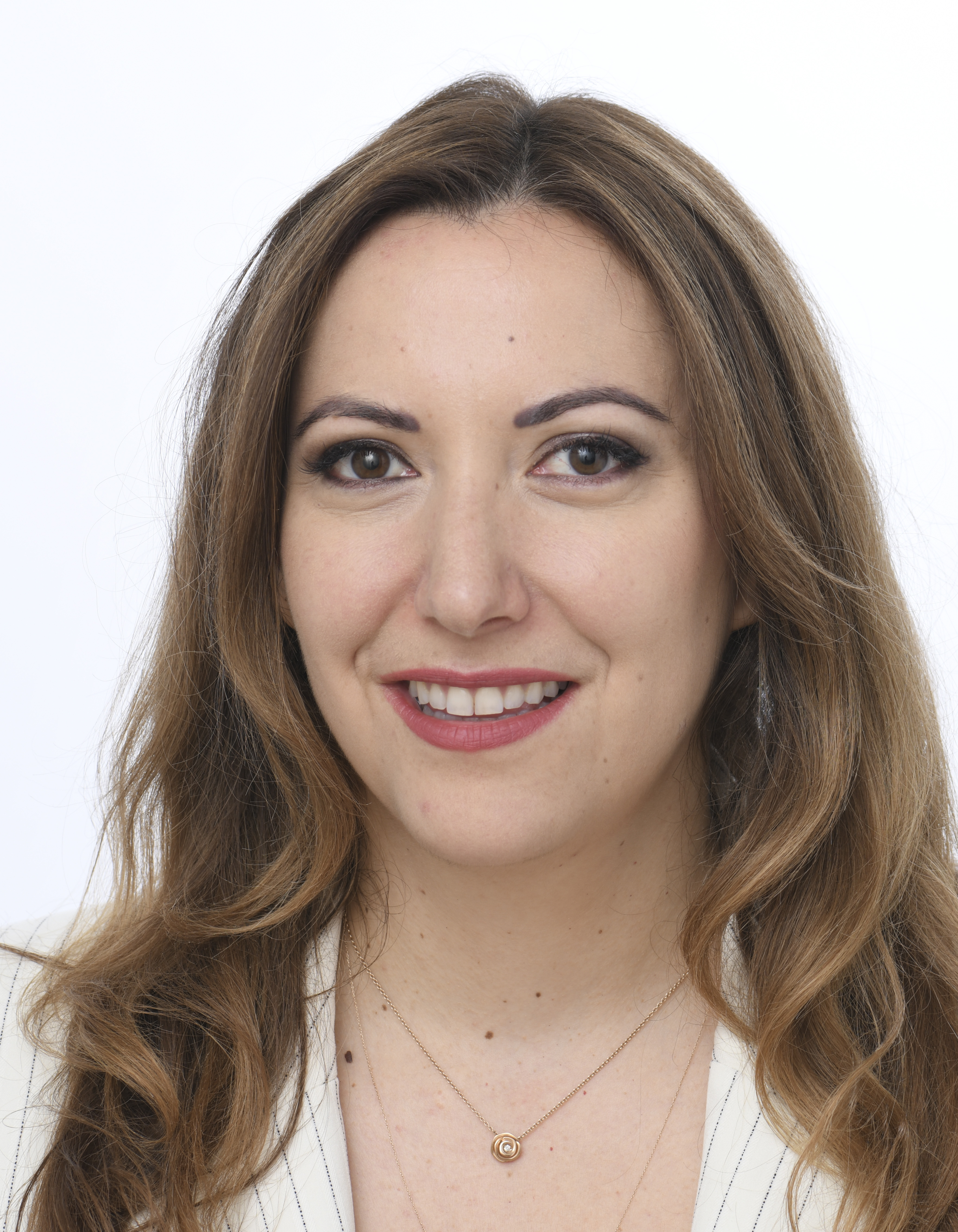
Petra Steger (* 1987)

- Steger, Thomas (* 1966), Schweizer Betriebswirtschaftler und Hochschullehrer
- Steger, Thomas (* 1992), österreichischer Triathlet
- Steger, Ulrich (* 1943), deutscher Wirtschaftswissenschaftler, Hochschullehrer, Manager und Politiker (SPD), MdL, MdB, hessischer Staatsminister
- Steger, Uwe (* 1971), deutscher Akkordeonist
- Steger, Wilhelm (1902–1985), deutscher Kommunalpolitiker, Oberbürgermeister von Traunstein
- Steger, Wolfgang (* 1934), deutscher Generalleutnant der NVA in der DDR
- Stegerer, Tim (* 1988), deutscher Fußballspieler
- Stegerer, Wilhelm (1898–1983), deutscher Politiker (CSU, später BP)
- Stegers, F.G.M. (* 1950), deutscher Schauspieler und Synchronsprecher
- Stegers, Mervyn (* 1951), niederländischer Politiker
- Stegers, Philip (* 1973), deutscher Songwriter, Produzent und Filmkomponist
- Stegerwald, Adam (1874–1945), deutscher Politiker (Zentrum, CSU), MdR und Mitbegründer der christlichen Gewerkschaften in DeutschlandAdam Stegerwald (1874–1945)

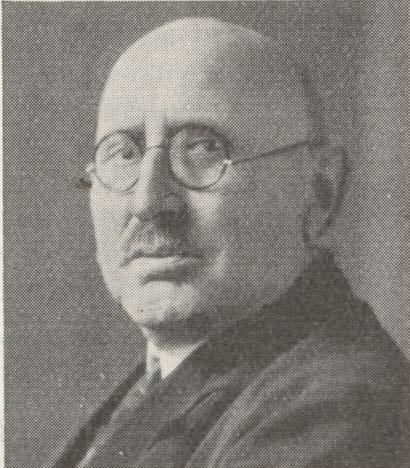
Adam Stegerwald (1874–1945)

- Stegerwald, Wilhelm (1916–1982), deutscher Politiker (CSU), MdL Bayern und Landrat

### Stegg
- Steggall, Charles (1826–1905), britischer Organist und Komponist
- Steggall, Julie (* 1971), kanadische Freestyle-Skierin
- Steggall, Reginald (1867–1938), britischer Organist und Komponist
- Steggall, Zali (* 1974), australische Skirennläuferin
- Steggall, Zeke (* 1971), australischer Snowboarder
- Stegger, Karl (1913–1980), dänischer Schauspieler
- Stegger, Lise (* 1962), dänische Schauspielerin

### Stegh
- Stegherr, Marc (* 1968), deutscher Slawist
- Stegherr, Thomas (* 1974), deutscher Schauspieler

### Stegl
- Steglich, Bruno (1857–1929), deutscher Agrarwissenschaftler
- Steglich, Eduard (1811–1884), deutscher Pädagoge, Musiker und Komponist
- Steglich, Frank (* 1941), deutscher Physiker und Hochschullehrer
- Steglich, Friedrich August William (1807–1870), deutscher Pädagoge, evangelischer Theologe und Sachbuchautor
- Steglich, Hans (1892–1945), deutscher Kulturwissenschaftler und Volkskundler
- Steglich, Patrick (* 1986), deutscher Wissenschaftler, Dozent und Buchautor
- Steglich, Peter (* 1936), deutscher Diplomat
- Steglich, Rudolf (1886–1976), deutscher Musikwissenschaftler und Hochschullehrer
- Steglich, Wolfgang (1927–2004), deutscher Historiker und Hochschullehrer
- Steglich, Wolfgang (* 1933), deutscher Chemiker und Hochschullehrer

### Stegm
- Stegmaier, Chris (* 1983), deutscher Radiomoderator und Journalist
- Stegmaier, Jamey (* 1981), amerikanischer Spieleautor
- Stegmaier, Werner (* 1946), deutscher Philosoph
- Stegmair, Josef (1886–1945), deutscher römisch-katholischer Schlosser und Märtyrer
- Stegman, Helmuth (1892–1983), lettischer Politiker, Mitglied der Saeima und Jurist
- Stegmann Pérez Millán, Claudio Federico (1833–1887), argentinischer Politiker
- Stegmann von Pritzwald, Kurt (1901–1962), deutscher Indogermanist, Linguist und Hochschullehrer
- Stegmann, Alexandra (* 1983), deutsche Fußballspielerin
- Stegmann, Ambrosius (1663–1700), deutscher Mediziner
- Stegmann, Anna Margarete (1871–1936), schweizerisch-deutsche Nervenärztin und Politikerin (SPD), MdR
- Stegmann, Anne (* 1946), deutsche Schauspielerin
- Stegmann, Arnulf Erich (1912–1984), deutscher Mundmaler, Gründer der Vereinigung der Mund- und Fussmalenden Künstler (VDMFK)
- Stegmann, Bernd (* 1952), deutscher Kirchenmusiker und Hochschulrektor
- Stegmann, Carl (1852–1929), deutscher Klassischer Philologe
- Stegmann, Carl (1881–1967), deutscher Kaufmann und Reeder
- Stegmann, Carl Martin von (1832–1895), deutscher Architekt und Kunsthistoriker
- Stegmann, Christel (1919–2007), deutsche Politikerin (GVP, FDP), MdHB
- Stegmann, Christian (* 1965), deutscher Astroteilchenphysiker
- Stegmann, David (* 1982), deutsch-schweizerischer freier Künstler und Designer
- Stegmann, Dieter (1942–2019), deutscher Bühnenbildner, Regisseur sowie langjähriger Intendant der Brüder Grimm Festspiele, früher Brüder-Grimm-Märchenfestspiele Hanau
- Stegmann, Dirk (* 1941), deutscher Historiker
- Stegmann, Elmar (* 1935), deutscher Tischtennisnationalspieler
- Stegmann, Elmar (* 1971), bayerischer Politiker (CSU) und Landrat des Kreises Lindau
- Stegmann, Ernst (1870–1955), deutscher Politiker
- Stegmann, Ernst-Günther (1900–1991), deutscher Politiker (GB/BHE), MdL
- Stegmann, Florian (* 1971), deutscher politischer Beamter (Bündnis 90/Die Grünen)
- Stegmann, Franz (1831–1892), deutscher Architekturmaler der Düsseldorfer Schule
- Stegmann, Franz Josef (* 1930), deutscher römisch-katholischer Theologe und Hochschullehrer
- Stegmann, Friedrich (1813–1891), deutscher Mathematiker und Hochschullehrer
- Stegmann, Heinrich (1846–1901), deutscher Ingenieur, Industrieller und Autor
- Stegmann, Hellmuth von (1891–1929), deutscher Architekt
- Stegmann, Helmut (1938–1997), deutscher Journalist
- Stegmann, Helmut (* 1950), deutscher Politiker (SPD) und Staatssekretär
- Stegmann, Joachim (1595–1633), deutscher Mathematiker, unitarischer Theologe
- Stegmann, Johann Gottlieb (1725–1795), deutscher Mathematiker, Experimentalphysiker und Hochschullehrer
- Stegmann, Josua (1588–1632), deutscher Theologe und Kirchenliederdichter
- Stegmann, Jürgen (* 1964), deutscher Schauspieler und Regisseur
- Stegmann, Karl Joseph (1767–1837), deutscher Redakteur
- Stegmann, Karl Otto (1901–1930), deutscher Motorradrennfahrer
- Stegmann, Matthias von (* 1968), deutscher Schauspieler, Synchronsprecher, Dialogbuchautor, Synchronregisseur, Autor und Opernregisseur
- Stegmann, Niklas (* 1987), deutscher Fußballspieler
- Stegmann, Otto (1878–1935), deutscher Politiker (SPD, USPD), MdL
- Stegmann, Richard (1889–1982), deutscher Kornett- und Trompetenvirtuose
- Stegmann, Stella (* 1997), deutsche Reality-TV-Teilnehmerin und Influencerin
- Stegmann, Thomas von (* 1958), deutscher Basketballspieler
- Stegmann, Tilbert Dídac (* 1941), deutscher Romanist und HochschullehrerTilbert Dídac Stegmann (* 1941)

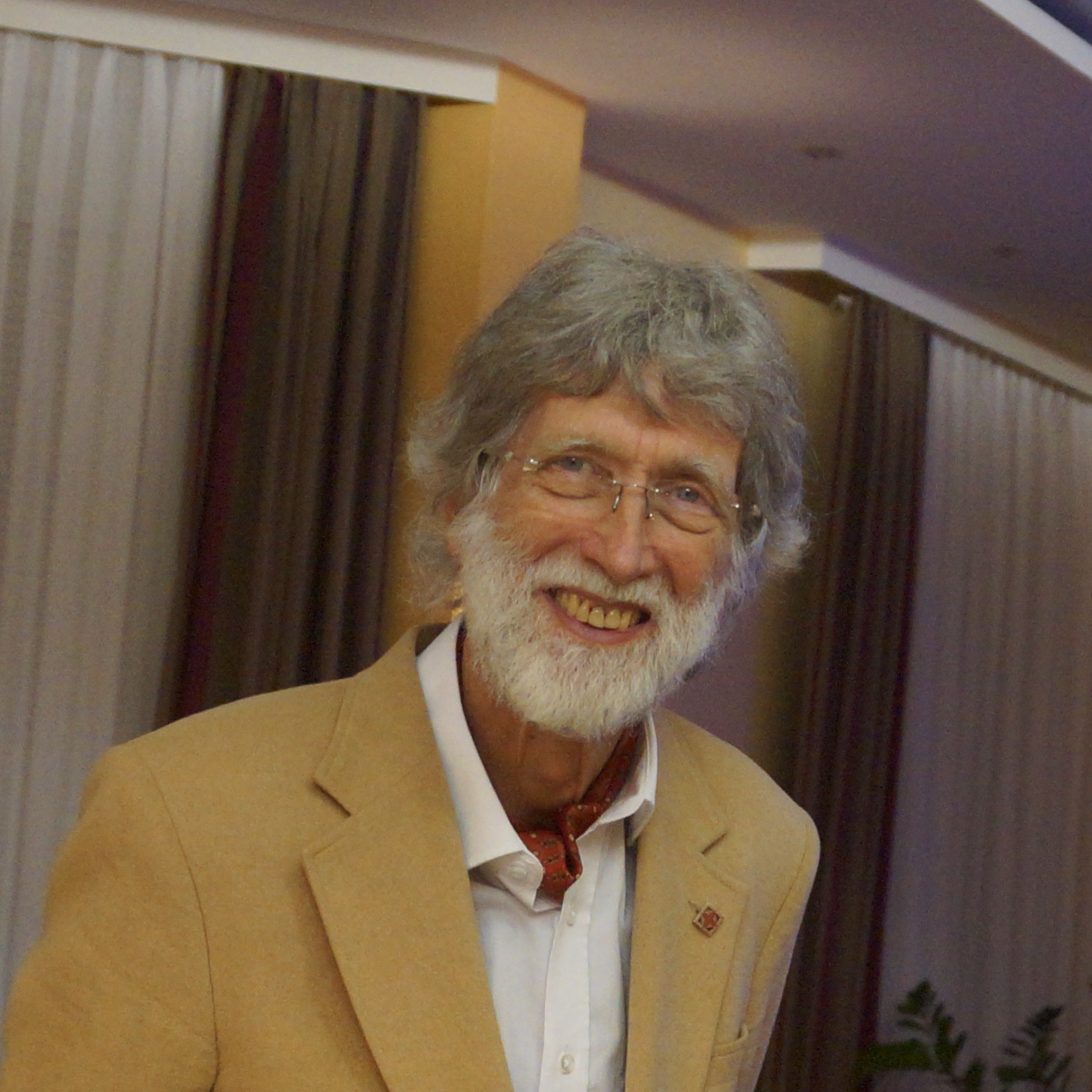
Tilbert Dídac Stegmann (* 1941)

- Stegmann, Wilhelm (1899–1944), deutscher Politiker (NSDAP), MdR
- Stegmar, Robin (* 1974), schwedischer Schauspieler
- Stegmayer, Carl (1800–1862), österreichischer Montanist und Schriftsteller
- Stegmayer, Ferdinand (1803–1863), österreichischer Kapellmeister und Komponist
- Stegmayer, Mathilde (1873–1959), deutsche Malerin und Kunsthandwerkerin
- Stegmayer, Matthäus (1771–1820), österreichischer Bühnenschriftsteller, Komponist, Librettist, Musikverleger und Schauspieler
- Stegmayer, Michael (* 1985), deutscher Fußballspieler und Fußballfunktionär
- Stegmayer, Roland (* 1950), deutscher Fußballspieler
- Stegmayer, Toni (* 1957), deutscher Künstler
- Stegmayr, Gabriel (* 1988), schwedischer Biathlet
- Stegmeier Schmidlin, Francisco Javier (* 1962), chilenischer Geistlicher, römisch-katholischer Bischof von Villarrica
- Stegmeier, Birgit (* 1949), deutsche Politikerin (CDU), MdHB und MdB (Hamburg)
- Stegmeyer, Bill (1916–1968), US-amerikanischer Jazzmusiker (Klarinette) und Arrangeur
- Stegmeyer, Doug (1951–1995), US-amerikanischer Rockmusiker
- Stegmiller, Ekkehard (* 1952), deutscher Politiker (SPD), MdL
- Stegmüller, Friedrich (1902–1981), deutscher Theologe und Hochschullehrer, Professor für Dogmatik
- Stegmüller, Heinrich, Schreiber einer illustrierten astrologisch-medizinischen Handschrift
- Stegmüller, Otto (1906–1970), römisch-katholischer Theologe
- Stegmüller, Paul (1850–1891), deutscher Architekt
- Stegmüller, Renate (* 1946), deutsche Journalistin und Dokumentarfilmerin
- Stegmüller, Wolfgang (1923–1991), österreichischer Philosoph
- Stegmüller-Zimmermann, Gabriele (1925–2011), deutsche Flötistin und Hochschullehrerin

### Stegn
- Stegnar, Matija (* 1978), slowenischer Skispringer
- Stegner, Anton Maria Martin von (1710–1778), Weihbischof in Wien
- Stegner, Artur (1907–1986), deutscher Politiker (FDP, GB-BHE), MdL, MdB
- Stegner, Johann (1866–1954), deutscher Politiker (SPD)
- Stegner, Julia (* 1984), deutsches Model
- Stegner, Martin (* 1967), deutscher Bratschist der klassischen Musik und des Jazz
- Stegner, Ralf (* 1959), deutscher Politiker (SPD), MdLRalf Stegner (* 1959)

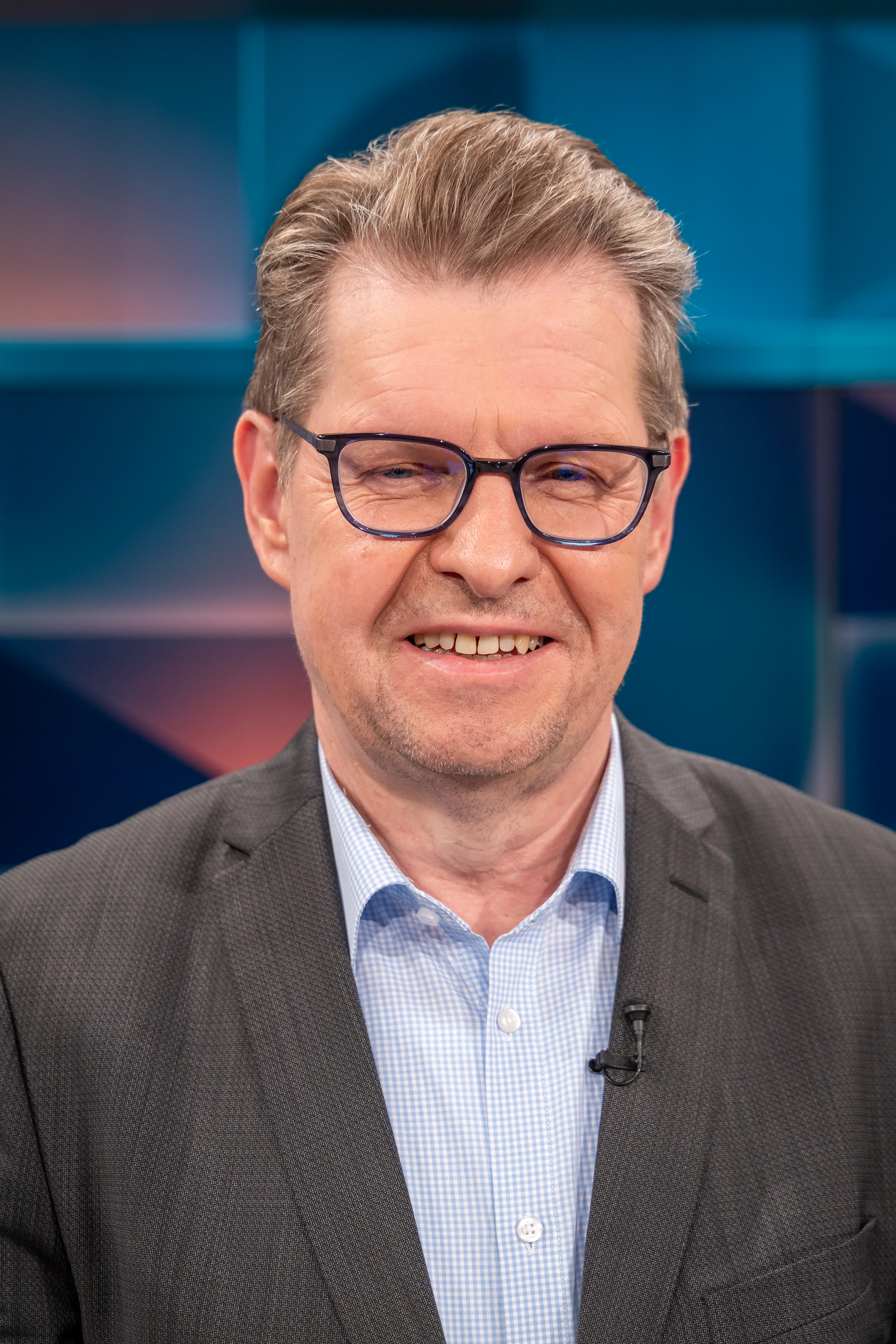
Ralf Stegner (* 1959)

- Stegner, Wallace (1909–1993), US-amerikanischer Historiker, Schriftsteller und Umweltaktivist

### Stego
- Stegö Chilò, Cecilia (1959–2025), schwedische Journalistin und Politikerin

### Stegr
- Stegrud, Jessica (* 1970), schwedische Politikerin (Sverigedemokraterna), MdEP

### Stegu
- Stegu, Martin (* 1952), österreichischer Sprachwissenschaftler
- Stegun, Irene (1919–2008), US-amerikanische Mathematikerin
- Steguweit, Heinz (1897–1964), deutscher Schriftsteller
- Steguweit, Wolfgang (* 1944), deutscher Numismatiker